# 北京鼓楼袭击案
北京鼓楼袭击案，是2008年8月9日，两名美国游客和他们的中国导游在北京鼓楼被刺伤，其中一名游客死亡，袭击者随后跳楼自杀。事件发生在2008年北京夏季奥运会期间。

## 事件和受害者
2008年8月9日，在2008年夏季奥运会期间，47岁的杭州人唐永明在参观北京鼓楼时，刺伤了三人。受害者是来自明尼苏达州拉克维尔的著名园艺家托德·巴赫曼和他的妻子芭芭拉，以及他们的中国女导游。在袭击中死亡的托德·巴赫曼是美国运动员伊丽莎白·巴赫曼的父亲，也是美国队男排教练休·麦卡钦的岳父。芭芭拉·巴赫曼受重伤但存活下来。中国导游和芭芭拉在医院接受治疗后情况稳定。巴赫曼夫妇的女儿伊丽莎白·巴克曼·麦卡钦当时也在现场但没有受伤。袭击者随后从鼓楼40米高的阳台跳下身亡。美国奥委会主席彼得·尤伯罗斯和美国总统乔治·W·布什表示哀悼。

## 袭击者
唐永明大半生生活在杭州郊区，在杭州仪表厂做了二十多年的金属压力机。调查人员称，他之前没有犯罪记录，唐永明对家庭问题感到不安。一位认识唐的同事称唐永明“有一张倔强的嘴”、“牢骚满腹”而且“非常愤世嫉俗”。另一位前同事称唐永明“脾气暴躁，总是抱怨社会”。警方报告说，唐永明在2006年经历第二次离婚，在21岁的儿子出现问题时变得越来越难过。他的儿子在2007年5月因涉嫌欺诈而被拘留，后在2008年3月因盗窃被判缓刑。

## 类似事件
- 吉林市北山公園持刀襲擊事件